# Première Division 2005/06 (Burkina Faso)
In 2005/06 werd het 44ste seizoen gespeeld van de Première Division, de hoogste voetbalklasse van Burkina Faso. AS Faso-Yennenga werd kampioen. 

## Eindstand
| Plaats | Club                            | Wed. | W  | G  | V  | Saldo  | Ptn. |
| ------ | ------------------------------- | ---- | -- | -- | -- | ------ | ---- |
| 1.     | AS Faso-Yennenga                | 26   | 16 | 5  | 5  | 43:16  | 53   |
| 2.     | Rail Club du Kadiogo            | 26   | 16 | 4  | 6  | 39:22  | 52   |
| 3.     | US Ouagadougou                  | 26   | 13 | 11 | 2  | 38:15  | 50   |
| 4.     | Étoile Filante Ouagadougou (B)  | 26   | 15 | 3  | 8  | 44:27  | 48   |
| 5.     | US des Forces Armées            | 26   | 11 | 7  | 8  | 44:310 | 40   |
| 6.     | Commune FC (P)                  | 26   | 11 | 6  | 9  | 24:26  | 39   |
| 7.     | Racing Club de Bobo             | 26   | 8  | 11 | 7  | 26:19  | 35   |
| 8.     | US Comoé de Banfora             | 26   | 8  | 11 | 7  | 21:22  | 35   |
| 9.     | ASEC Koudougou                  | 26   | 9  | 6  | 11 | 19:24  | 33   |
| 10.    | AS Fonctionnaires               | 26   | 7  | 10 | 9  | 24:31  | 31   |
| 11.    | AS SONABEL                      | 26   | 6  | 12 | 8  | 22:36  | 30   |
| 12.    | Santos FC                       | 26   | 6  | 8  | 12 | 29:39  | 26   |
| 13.    | USFRAN Bobo-Dioulasso           | 26   | 2  | 8  | 16 | 11:50  | 14   |
| 14.    | Jeunesse Club de Bobo-Dioulasso | 26   | 0  | 6  | 20 | 12:48  | 6    |

|     | Kampioen, geplaatst voor CAF Champions League 2007      |
|     | Bekerwinnaar, geplaatst voor CAF Confederation Cup 2007 |
|     | Degradatie-eindronde                                    |
|     | Degradatie naar de Deuxième Division                    |
| (B) | Bekerwinnaar                                            |
| (P) | Promovendus uit de Deuxième Division                    |

## Internationale wedstrijden
CAF Champions League 2007
| Team #1         | Uitslag | Team #2          | 1e wed | 2e wed |
| --------------- | ------- | ---------------- | ------ | ------ |
| AS Faso Yennega | 1 - 3   | Nassarawa United | 1 - 1  | 0 - 2  |

CAF Confederation Cup 2007
| Team #1                    | Uitslag       | Team #2                    | 1e wed | 2e wed |
| -------------------------- | ------------- | -------------------------- | ------ | ------ |
| Sahel SC                   | 3-3 (u)       | Etoile Filante Ouagadougou | 2-2    | 1-1    |
| Etoile Filante Ouagadougou | 1-1, 4-3 n.p. | US Ouakam                  | 1-0    | 0-1    |
| Etoile Filante Ouagadougou | 2-3           | Mwana Africa               | 2-0    | 0-3    |

- u = uitdoelpunt